# Siegfried Ier de Guînes
 (Octobre 2022).
Siegfried le Danois (né avant 928 car il aurait conquis Guines cette année là) et mort après 965) est, selon la légende, le premier seigneur de Guînes, fondateur de la lignée des comtes de Guînes.

## Biographie
Siegfried, danois ou normand d'origine, est également appelé Sifrid, Sigifrid ou Sigifroy[réf. obsolète]. 
Il serait le fils de Harald 3 Dit Dent Bleu de DANEMARK JUTLAND HALFDANSSON et de Gunhild Olofsdotter d'UPPSALA. 
Source Tableau généalogique N°2 Chapitre 4 Généalogie des Roi de Danemark 1 des états généalogique de la Scandinavie Vol 2 Chapitre 4.  
Lui-même le fils de : Gorm 2 Gorm Dit L'Ancien de DANEMARK et de Thyra Danebold Klacksdottir de DANEMARK JUTLAND. Dynastie des Upplandings. 
Les terres de Guînes appartenaient originairement à l'abbaye de Sithiu (devenue abbaye Saint-Bertin par la suite, à Saint-Omer). En 877, Charles le Chauve, leur en confirmait la possession.
Ces terres tombèrent ensuite dans le comté de Flandre.
Il existe deux hypothèses principales quant à la prise de possession du comté de Guînes par Sigfrid le Danois, où les dates des faits diffèrent. Dans les deux cas exposés ci-dessous, le comte de Flandre, Arnoul Ier ne peut faire autrement que de lui laisser la terre de Guînes, d'autant plus que le comte aurait préféré la laisser en la possession de l'abbaye de Saint-Bertin, dont sa famille exerçait la fonction d'abbé laïc[réf. obsolète]. 
Lambert d'Ardres donne encore une version supplémentaire recoupant celles exposées ci-dessous : Sigfried était français d'extraction, et surnommé le Danois en raison de ses liens étroits avec le royaume du Danemark, tout en ayant également un lien de parenté avec les comtes de Ponthieu, également comtes de Guînes et de Saint-Pol. Apprenant qu'Arnoul Ier de Flandre (Arnoul le Grand) détient injustement la terre de Guînes qui devait lui revenir par légitime succession, il quitte la cour de Danemark où il avait second rang après le roi, rassemble des hommes d'armes, essentiellement danois, et vient conquérir Guînes en 928, fortifie le lieu en construisant un château et un double fossé. Après une période de tension avec Arnoul, il rentre en grâce auprès de lui par l'intermédiaire de Knut, frère du roi de Danemark.
Siegfried meurt peu de temps après la naissance de son fils[réf. obsolète].

### Contre-offensive envers la Flandre
En 965, ou au moins après 935, date à laquelle Arnoul Ier dit Arnoul le Grand possède encore Boulogne[réf. obsolète], Guillaume Ier, comte de Ponthieu, enlève le comté de Boulogne, Guînes et le comté de Saint-Pol au comte de Flandre.
Arnoul Ier appelle les Danois qui vinrent à sa rescousse, sous la conduite de Knut Gormsson, frère de Harald Ier de Danemark, roi du Danemark, et Siegfried, son cousin. L'expédition est victorieuse, et Arnoul confie le fief de Guînes à Siegfried qui lui rend hommage pour cette terre. Celui-ci détient le second rang parmi les grands seigneurs de Flandre, du fait de sa vaillance, et mérite l'alliance avec la fille du comte. Il fortifie Guînes en y faisant ériger le premier château.
La légende dit que Siegfried aurait devancé le mariage, et que de leur union coupable serait né Ardolf (ou Adolphe, Ardolph). Le mariage conclu après la conception d'Ardolf resta secret. Siegfried se serait alors pendu pour échapper au ressentiment d'Arnoul.

### Invasion viking
Suivant d'autres historiens, Siegfried le Danois et ses Vikings seraient venus s'emparer, en 928, de l'endroit où s'éleva ensuite la ville de Guînes. ll se convertit ensuite à la chrétienté. Il enlève Guînes à l'abbaye Saint-Bertin, s'y installe, bâtit une forteresse pour défendre la terre et se déclare seigneur ou comte de Guînes. Adalolphe de Boulogne, abbé de Saint-Bertin, lui résiste autant que possible et à cette fin s'adresse au comte de Flandre Arnoul Ier de Flandre, dit Le Grand[réf. obsolète].
Mais Arnoul fait de Sigfried son homme du fait de sa vaillance et de son courage. Siegfried rend ensuite hommage au Comte de Flandres pour cette terre. Arnoul Ier de Flandre renonça ainsi à la contre-attaque et livra sa fille Elstrude de Gand en mariage au pirate normand, qui fut investi seigneur de Guînes, vassal du comte de Flandre. À cette fin, la terre de Guînes fut retiré des biens d'Adolphe Ier ou Adalolphe de Boulogne, comte de Boulogne, fils du Comte de Flandre Baudouin II de Flandre (Baudouin II avait partagé ses biens entre ses enfants Arnoul Ier de Flandre et Adalolphe qui avait reçu Thérouanne, le Boulonnais, le Ternois).

## Mariage et enfants
- Il épousa en 964 Elsfrude de Gand, née vers 932, fille du comte de Flandre Arnoul Ier de Flandre et d'Adèle de Vermandois, et eut Ardolf, ou Adolphe, pour qui la terre de Guînes sera érigée en comté, comme fils et successeur[7].

## Sources
- L'art de vérifier les dates des faits historiques, des chartes, des chroniques et autres anciens… par Maur-François Dantine, Charles Clémencet, Saint-Allais (Nicolas Viton), Ursin Durand, François Clément.
- M.Prévost, « Ardolphe (ou Adalolphe ou Adolphe), Ier Comte de Guînes », dans Dictionnaire de Biographie française, Tome III, Paris, 1939, Letouzey et Ané.
- André Du Chesne, Histoire généalogique des maisons de Guines, d'Ardres, de Gand et de Coucy et de quelques autres familles illustres, Paris, 1632, lire en ligne.